# Inda Ledesma
Inda Ledesma (Buenos Aires, 29 de março de 1926 - idem, 26 de janeiro de 2010) foi uma atriz e diretora argentina com destaque para o teatro. Já dirigiu peças como Medeia de Eurípides, participou de 23 filmes e de peças de teatro de Pirandello, Bernard Shaw e Tchecov.

## Carreira cinematográfica
- Ciudad invisible - mediometraje - (2008)
- Un amor de Borges (2000)
- Queréme así (Piantao) (1997)
- Años rebeldes (1996)
- Hasta donde llegan tus ojos (1995)
- Flop (1990)
- Los días de junio (1985)
- Seis pasajes al infierno (1976)
- Allá donde muere el viento (inédita - 1976)
- Los orilleros (1975)
- Los días que me diste (1975)
- Voy a hablar de la esperanza (1964)
- El perseguidor (1962)
- Huis Clos (A puerta cerrada) (1962)
- El último piso (1962)
- Sección desaparecidos (1958)
- Historia de una carta (1957)
- Todo sea para bien (1957)
- Mi hermano Esopo (Historia de un Mateo) (1952)
- El hombre de las sorpresas (1949)
- Hoy cumple años mamá (1948)
- Viaje sin regreso (1946)